# Tongu sud
Le district de Tongu sud  (officiellement South Tongu District, en Anglais) est l’un des 18 districts de la Région de la Volta au Ghana.

## Villes et villages du district
| - Sogakope - Tefle - Sokpoe - Agbakope - Dabala - Adutor | - Hikpo - Vume - Dabala Junction - Agorkpo - Agbagorme | - AgbagormeAgbogbla - Fiave-Dugame - Lave - Atsieve | - Helevi - Agbeve - Toklokpo |

## Sources
- (en) Site de Ghanadistricts